# 谷口慶吉
谷口 慶吉（たにぐち けいきち、1901年（明治34年）11月10日 - 1971年（昭和46年）11月14日）は、昭和期の農業協同組合指導者、政治家。参議院議員（2期）。

## 経歴
鹿児島県鹿児島郡吉田村大字東佐多浦（現鹿児島市東佐多町）出身。1918年（大正7年）鹿児島県立川辺中学校（現鹿児島県立川辺高等学校）を卒業した。
鹿児島県鹿児島郡吉田村会議員、同村農会長、同村煙草耕作組合長などを務めた。1932年（昭和7年）上京して運輸事業に従事した。
戦後、鹿児島県食糧調整委員、吉田村北農業協同組合長、鹿児島県経済農業協同組合連合会長、全国販売農業協同組合連合会理事、全国運輸農業協同組合連合会長、鹿児島県農業会議議員、同県茶業振興会長、同県鹿児島茶輸出協会長、同県農業協同組合中央会理事、同県トラック協会監事、鉄道貨物協会監事などを務めた。
1959年（昭和34年）6月の第5回参議院議員通常選挙に鹿児島県地方区から自由民主党公認で出馬して初当選。1965年（昭和40年）7月の第7回通常選挙で再選され、参議院議員に連続2期在任した。その間、第3次池田改造内閣と第1次佐藤内閣の農林政務次官、参議院運輸委員長などを務めた。その後、第9回通常選挙に立候補したが次点で落選した。
1971年（昭和46年）11月14日死去、70歳。死没日をもって勲二等瑞宝章追贈、従四位に叙される。